# Old English (filme)
Old English é um filme de drama produzido nos Estados Unidos, dirigido por Alfred E. Green e lançado em 1930.